# Кауфман, Вальтер (физик)
Ва́льтер Ка́уфман (или Кауфманн, нем. Walter Kaufmann, 5 июня 1871, Эльберфельд близ Вупперталя — 1 января 1947, Фрайбург) — немецкий физик. В начале XX века, когда шла дискуссия о специальной теории относительности (СТО), важную роль сыграли эксперименты Кауфмана, исследовавшего зависимость инертности электрона от его скорости.

## Биография
Сначала Кауфман изучал инженерное дело в берлинском и мюнхенском технических университетах, затем слушал курс физики в университетах этих же городов. В 1894 году защитил диссертацию, с 1899 года — экстраординарный профессор физики Боннского университета. Позднее (1908) он получил приглашение стать ординарным профессором экспериментальной физики в Кёнигсбергском университете и руководителем физического института при университете; эти должности он занимал вплоть до 1935 года, когда был уволен из-за своего еврейского происхождения. После Второй мировой войны он преподавал в качестве приглашённого профессора в Университете Фрайбурга / Брейсгау.
Был женат дважды. Первая жена, Фрида Каттнер, на которой он женился в 1900 году, умерла в 1928 году. В 1932 году Кауфман снова женился. Всего у него родились четыре сына и две дочери.

## Научная деятельность
Работы Кауфмана относились к механике, аэродинамике, гидромеханике и атомной физике. В 1897 году Кауфман, одновременно с Дж. Дж. Томсоном, измерил отношение заряд/масса для катодных лучей. Результаты у обоих экспериментаторов были сходны, однако Кауфман, в отличие от Томсона, был осторожен в своих выводах, и слава первооткрывателя электрона досталась Томсону. Кауфман также построил первый вращающийся вакуумный насос высокого давления.
Ещё до создания специальной теории относительности (СТО) Кауфман провёл серию экспериментов (1901—1903), впервые установивших зависимость отношения заряд/масса для электрона от его скорости (впрочем, теоретически этот факт был ранее предсказан Хевисайдом и Дж. Дж. Томсоном). В то время данный эффект трактовали как наличие у электрона, кроме (или вместо) обычной, ещё и особой «электромагнитной» массы. Для зависимости массы от скорости были предложены три различные формулы: Макса Абрагама, Альфреда Бухерера и Гендрика Лоренца.
В конце 1905 года, уже после эйнштейновской публикации СТО, Кауфман провёл новые измерения, несколько повысив их точность по сравнению с предыдущими. Опубликованные результаты этих экспериментов не подтверждали формулы Лоренца, вошедшей и в теорию относительности, и тем самым ставили под сомнение выполнение принципа относительности для электродинамики. Данные Кауфмана вызвали у Лоренца растерянность; в 1906 году Лоренц писал Пуанкаре: «К сожалению, моя гипотеза противоречит результатам новых опытов господина Кауфмана, и, думаю, мне придётся оставить эту теорию; я уже ничего не понимаю». Эйнштейн, однако, был уверен в правоте СТО и выразил осторожное сомнение в результатах Кауфмана.
Сам Кауфман к теории относительности с самого начала отнёсся с недоверием и объявил, что его опыты свидетельствуют в пользу не эйнштейновской, а альтернативной теории Макса Абрагама. Однако несколько позднее независимые измерения, проведенные Альфредом Бухерером (1908), Нойманом (1914) и др., показали, что принцип относительности в электродинамике тоже выполняется, и теория Абрагама была отвергнута. Вопрос о том, была ли точность упомянутых опытов достаточной для такого вывода уже в те годы, является спорным.

## Труды
- Kaufmann, W. (1901), Die Entwicklung des Elektronenbegriffs, Physikalische Zeitschrift, 3 (1): 9–15

- Kaufmann, W. (1901), Die magnetische und elektrische Ablenkbarkeit der Bequerelstrahlen und die scheinbare Masse der Elektronen, Göttinger Nachrichten (2): 143–168

- Kaufmann, W. (1902), Über die elektromagnetische Masse des Elektrons, Göttinger Nachrichten (5): 291–296, Архивировано 11 ноября 2014

- Kaufmann, W. (1902), Die elektromagnetische Masse des Elektrons, Physikalische Zeitschrift, 4 (1b): 54–56

- Kaufmann, W. (1903), Über die «Elektromagnetische Masse» der Elektronen, Göttinger Nachrichten (3): 90–103

- Kaufmann, W. (1905), Über die Konstitution des Elektrons, Sitzungsberichte der Königlich Preussischen Akademie der Wissenschaften (45): 949–956

- Kaufmann, W. (1906), Über die Konstitution des Elektrons, Annalen der Physik, 19: 487–553